# Шелеповка
Шелеповка — деревня в Большесолдатском районе Курской области. Входит в Сторожевский сельсовет.

## География
Деревня находится на границе Большесолдатского и Беловского районов у ручья Долгий, в 64 километрах к юго-западу от Курска, в 17 километрах к юго-востоку от районного центра — села Большое Солдатское, в 6 км от центра сельсовета – Сторожевое.
Улицы
В деревне улицы: Вихровка (4 дома), Главная (4 дома), Глебучанка (13 домов), Должатка (6 домов), Кончанка (4 дома), Максимовка (18 домов), Офицеровка (7 домов).
Климат
Деревня, как и весь район, расположена в поясе умеренно континентального климата с тёплым летом и относительно тёплой зимой (Dfb в классификации Кёппена).

## Население
| 2002 | 2010 |
| ---- | ---- |
| 151  | ↘136 |

## Транспорт
Шелеповка находится в 18 км от автодороги регионального значения 38К-004 (Дьяконово — Суджа — граница с Украиной), в 2 км от автодороги межмуниципального значения 38Н-026 (Большое Солдатское – Малый Каменец), в 19,5 км от ближайшей ж/д станции Сосновый Бор (линия Льгов I — Подкосылев).